# Christopher Castile
Christopher Jon Castile, född 15 juni 1980 i Orange County, Kalifornien, är en amerikansk skådespelare. Han är bland annat känd för sin roll som Ted Newton i filmerna Beethoven och Beethovens tvåa samt för rösten som Eugene Horowitz i TV-serien Hey Arnold!.